# Alessandro Cavalletti
Alessandro Cavalletti ist ein italienischer Filmschaffender.
1996 war Cavalletti für den Film La balena azzurra als Regisseur, Drehbuchautor und Kameramann verantwortlich. Anschließend widmete er sich wissenschaftlichen Dokumentationen, z. B. einem Film über Papua-Neuguinea.